# マーク・ロジャース (野球)
マーク・エリオット・ロジャース（Mark Elliot Rogers、1986年1月30日 - ）は、アメリカ合衆国・メイン州ブランズウィック出身の元プロ野球選手（投手）。右投右打。

## 経歴

### ブルワーズ時代
2004年のMLBドラフト1巡目（全体5位）でミルウォーキー・ブルワーズに入団。
2006年に右肩の関節唇を痛め、2度の手術を受けた。リハビリを経て、2009年に3シーズンぶりに実戦復帰を果たした。
2010年9月10日のシカゴ・カブス戦でメジャーデビューを果たした。
2011年は右肩痛で開幕に間に合わず、復帰後には右手首を痛めて手術を受けた。8月19日には禁止された興奮剤に陽性反応を示したとして25試合の出場停止処分を受けた。
2012年7月29日、ロサンゼルス・エンゼルス・オブ・アナハイムに放出されたザック・グレインキーの穴埋めとして2シーズンぶりの昇格を果たした。投球回数制限のため、8月31日の登板を最後にシーズンを終えた。
2013年11月5日にFAとなった。

### ブルワーズ退団後
2014年1月24日にシアトル・マリナーズとマイナー契約を結んだ。5月に解雇され、その後は独立リーグであるアトランティックリーグのランカスター・バーンストーマーズと契約を結びプレーした。
2015年4月6日にアトランティックリーグのロングアイランド・ダックスと契約を結んだ事が発表された。6月30日にトレードでブリッジポート・ブルーフィッシュに移籍したが、7月10日に解雇となった。この年限りで現役を引退した。
引退後は故郷のメイン州ブランズウィックで学生野球のコーチをしている。

## 投球スタイル
球種は基本的に平均94マイルのフォーシームとスライダーの2つ。決め球のスライダーは86マイル程度の速いものから、74マイル程度の遅いものまでを投げ分ける（平均は約82マイル）。遅いスライダーは便宜上カーブに分類されることもあるが、球の軌道は同じである。左打者にはたまにチェンジアップも投げる（※データは2012年のPITCHf/x）。

## 年度別投手成績
| 年 度     | 球 団     | 登 板 | 先 発 | 完 投 | 完 封 | 無 四 球 | 勝 利 | 敗 戦 | セ 丨 ブ | ホ 丨 ル ド | 勝 率 | 打 者 | 投 球 回 | 被 安 打 | 被 本 塁 打 | 与 四 球 | 敬 遠 | 与 死 球 | 奪 三 振 | 暴 投 | ボ 丨 ク | 失 点 | 自 責 点 | 防 御 率 | W H I P |
| --------- | --------- | ----- | ----- | ----- | ----- | -------- | ----- | ----- | -------- | ----------- | ----- | ----- | -------- | -------- | ----------- | -------- | ----- | -------- | -------- | ----- | -------- | ----- | -------- | -------- | ------- |
| 2010      | MIL       | 4     | 2     | 0     | 0     | 0        | 0     | 0     | 0        | 0           | ----  | 36    | 10.0     | 2        | 0           | 3        | 0     | 1        | 11       | 0     | 0        | 2     | 2        | 1.80     | 0.50    |
| 2012      | MIL       | 7     | 7     | 0     | 0     | 0        | 3     | 1     | 0        | 0           | .750  | 165   | 39.0     | 36       | 5           | 14       | 0     | 1        | 41       | 1     | 0        | 17    | 17       | 3.92     | 1.28    |
| 通算：2年 | 通算：2年 | 11    | 9     | 0     | 0     | 0        | 3     | 1     | 0        | 0           | .750  | 201   | 49.0     | 38       | 5           | 17       | 0     | 2        | 52       | 1     | 0        | 19    | 19       | 3.49     | 1.12    |